# Jia (cantante)
Meng Jia (cinese: 孟佳; hangeul: 멍지아), nota semplicemente come Jia (hangeul: 지아; Loudi, 3 febbraio 1989) è una cantante, rapper, attrice e modella cinese, membro del gruppo musicale miss A dal 2010 al 2016. È considerata una delle celebrità femminili cinesi più conosciute in Corea del Sud, insieme a Fei, Victoria delle f(x) e la modella Wei Sun.

## Biografia
Jia nasce a Loudi, nella regione di Hunan, in Cina, il 3 febbraio 1989. Ha studiato alla Seoul Arts High School, insieme a Fei, anch'essa membro del gruppo delle miss A.

### Miss A
A marzo 2010, Jia entra nel terzetto delle miss A insieme a Fei e Suzy. Insieme iniziano a lavorare in Cina, eseguendo per la Samsung Electronics la canzone "Love Again". Successivamente, Min si unisce al gruppo, e a luglio debuttano presentando il brano "Bad Girl Good Girl" tratto dal primo album singolo, Bad but Good. Dopo una promozione durata sette settimane, il gruppo torna in ottobre con il nuovo pezzo "Breathe", tratto dal secondo singolo Step Up, e presenta il primo album in studio, A Class, con la title track "Good Bye Baby". Successivamente si prende una pausa per dedicarsi alle attività oltreoceano, tra cui il debutto in Cina, ritornando sulla scena coreana a febbraio 2012 con l'EP Touch. Al termine del 2012, esce il secondo EP Independent Women Part III, tributo al brano "Independent Women Part I" delle Destiny's Child, idoli del gruppo. Il 6 novembre 2013, le miss A pubblicano il loro secondo album discografico, Hush, e nel 2015 l'EP Colors.
Il 20 maggio 2016, la JYP Entertainment rende nota l'uscita di Jia dall'agenzia e dal gruppo in seguito alla scadenza del suo contratto.

### Attività in solitaria
Nel 2012, insieme a Fei, entra nel cast del drama cinese Happy Noodle, tuttavia viene rivelato successivamente che le due non avrebbero preso parte alla serie per motivi sconosciuti. Durante la pausa del gruppo dopo le promozioni per la canzone "I Don't Need a Man", Jia ha partecipato a varie sfilate di moda ed è apparsa in numerose riviste. Nel 2013 ha duettato con Baek A-yeon nel brano "Because Of You" e, come rapper, ha accompagnato la cantante Ivy nelle promozioni dell'EP I Dance. Ha inoltre partecipato allo speciale Chulbal Dream Team! in Vietnam. Da novembre 2013, conduce insieme a Fei e Zhou Mi dei Super Junior-M il programma radiofonico Idol True Colors.
Debutta come attrice nella serie televisiva cinese One and a Half Summer, con Nichkhun dei 2PM, in onda nel 2014. A luglio comincia le riprese per il film cinematografico Je 3-ui sarang, previsto per il 2015. Sempre nel 2015 recita nella serie web L.U.V Collage, serie in cui recita anche Min, anch'essa membro delle miss A.

## Discografia

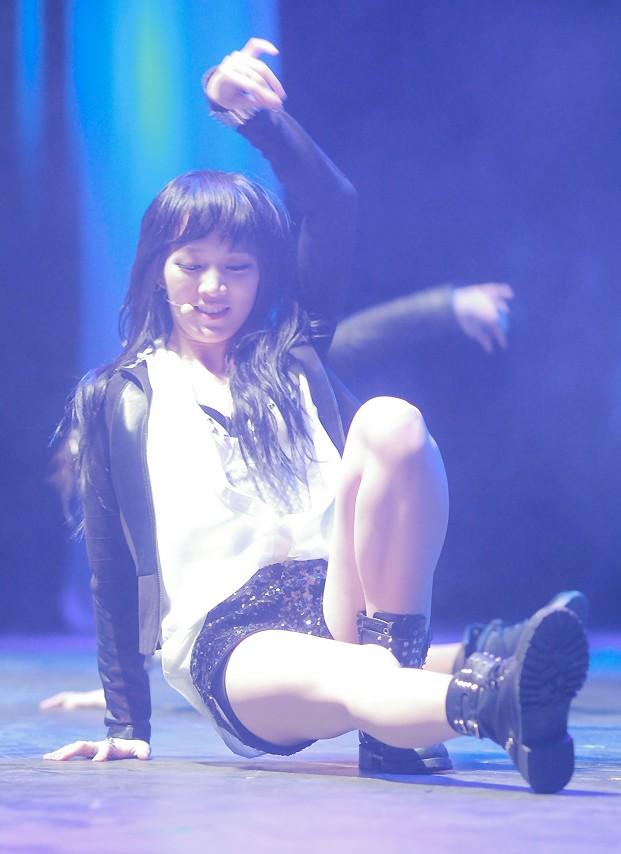
Jia si esibisce alla Seoul Art School con le miss A, nel 2012.

Di seguito, le opere di Jia come solista. Per le opere con le miss A, si veda Discografia delle miss A.

### Collaborazioni
- 2010 – This Christmas (con gli altri artisti della JYP Entertainment)
- 2013 – Because Of You (con Baek A-yeon)
- 2013 – You Are A Miracle (con il 2013 SBS Gayo Daejun Friendship Project)[18]

## Filmografia

### Cinema
- Je 3-ui sarang (제3의 사랑), regia di John H. Lee (2015)

### Televisione
- Dream High (드림하이) – serie TV, episodio 16 (2011)
- Dream High 2 (드림하이 2) – serie TV, episodio 15 (2012)
- One and a Half Summer (一又二分之一的夏天S) – serie TV (2014)
- L.U.V Collage – serie web (2015)

## Videografia
Oltre che nei videoclip delle miss A, Jia è apparsa anche nei seguenti video:
- 2009 – My Color, dei 2PM
- 2010 – This Christmas, parte della compilation della JYP Entertainment
- 2011 – Close Your Mouth, dei M&D
- 2012 – Win The Day, videoclip del singolo di Team SIII (2PM, 4Minute, MBLAQ, miss A, Dal Shabet, Sistar, ZE:A, Nine Muses e B1A4)
- 2015 – Shake That Brass, videoclip di Amber

## Doppiatrici italiane
Nelle versioni in italiano dei suoi film, Jia è stata doppiata da:
- Sabrina Bonfitto in Dream High.[19]